# 夜刀神
夜刀神（やつのかみ、やとのかみ）は、『常陸国風土記』に登場する日本の神（蛇神）である。

## 概要
『常陸風土記』の行方郡段に記述されている、行方郡の郡家の周辺の原野に群棲する蛇体で頭に角を生やした神。その姿を見た者は一族もろとも滅んでしまうと伝えられていた。継体天皇の時代に箭括氏（やはずのうじ）の麻多智（またち）が郡家の西の谷の葦原を新田として開墾するに際し、妨害する夜刀神を打殺したりして山へ駆逐し、人の地（田）と神の地（山）を明確に区分するため、その境界である堀に「標の梲（しるしのつえ）」を立てた。以後祟りのないように社を創建して神として崇めることを誓い、自ら神の祝として仕えるようになったといい、麻多智の子孫（箭括氏）によって『風土記』編纂の時代まで代々祀ってきたという。
また、孝徳天皇の時代に行方郡を建郡した壬生連（みぶのむらじ）麿（まろ）が、夜刀神の棲む谷の池に堤を築こうとすると、池の辺の椎の樹上に夜刀神が集まり、いつまでも居続けるという事があったという。麿が大声で「民政のための修築であり、王化でもあるが、それに従わないのはどのような神祇か」と叫び、築堤工事で使役していた人々に「憚り怖れることなく、全て打ち殺せ」と命令したために逃げ去ったといい、周囲に椎の木があり、泉が湧いていたので、その池を「椎井（しひゐ）の池」と名付けたという。
原文の訓下しを以下に示す。

## 箭括氏と夜刀神
説話の前半は、土着の氏族である箭括氏の首長と思われる麻多智が夜刀神に呪術宗教的な戦いを挑み、それを駆逐することで葦の蔓延る渓谷の原野を切り拓いて新田を造営するという、箭括氏を中心とする氏族共同体の起源について述べられている。それと共に、首長である麻多智とその子孫が「神の祝」として夜刀神の祭祀を司るようになったという夜刀神の社の縁起譚にもなっている。夜刀神の「夜刀（やつ・やと）」は関東地方の方言である「谷（やつ）」を意味し、文字通り谷や葦原などの人による開拓以前の野生状態の自然を可視化したもの、自然の持つ霊威を形象化したものであり、箭括氏による原野開拓の過程を物語るものであるとするのが従来の解釈で、箭括氏という氏族の存在は確認できないものの、物部氏の同族で矢の製作に関わる集団と見られている。また、行方郡の郡家は現茨城県行方市行方に存したとされるので、説話の舞台とされるのは市内の玉造・麻生地区とされ、夜刀神の社は行方市玉造甲の愛宕神社がこれに擬されている。

### 麻多智と標の梲
麻多智は箭括氏を率いる首長と思われる人物で、彼は夜刀神に対して標の梲を堺の堀に立て、「此より上は神の地と為すことを聴（ゆる）さむ。此より下は人の田と作（な）すべし」と宣言している。これは世界を「内部」（人の世界、稲田、ミクロコスモス）と「外部」（神の世界、谷・山、マクロコスモス）に分類する出来事を始原として語ったもので、古代の首長層が土地の神を鎮める呪具としての梲（つえ）（梲は大きい杖）を「内部」と「外部」の境界標識として立てることで境界を画定し、土地の占有や支配を示すとともに、夜刀神の「祝」となることで融和をはかったものであろうとされ、自然を表象する神々を克服するという点で、常陸における英雄時代を語るものであるともされる。
また、その境界において共同体の安寧をはかった呪術儀礼が実修され、蛇神は多く水神の表象とされるので、夜刀神に対する祭祀は稲作に関わる水利管理に関するものであり、定住と稲作を前提とする農耕祭儀であろうと見られる。土地の開墾に際して自然神である山野の神霊から土地を譲り受ける「地もらいの儀礼」と見ることもできるが、この点に関しては、編纂者による説話内容の改変を疑う説もある（後節「『常陸風土記』と儒教思想」参照）。

## 壬生麿と王化
後半は、茨城・那珂国（後の茨城郡と那珂郡）の一部を割いて行方郡を建郡した茨城国造壬生麿が、谷の池に堤防を築き周囲を開拓するのは王化（天皇による徳化、天皇を戴く国家の施政方針）であると宣言するものであるが、この点については編纂者による脚色が認められるという（次節参照）。なお、ここに登場する「椎井の池」は遺称地が現存しないために不明であるが、上記愛宕神社の社前に湧く「天龍の御手洗」がそれであるという説もある。

## 『常陸風土記』と儒教思想
『茨城県史』において志田諄一は、『常陸風土記』は編纂者（藤原宇合をその中心と見るのが通説）の儒教思想の影響が濃厚である事を指摘し、「旧聞遺事」などは必ずしも在地の伝承をそのまま記したものではなく、全般的に儒教的、合理的な内容へと改編されているとする。夜刀神について言えば、その姿を見た者を一族諸共に滅ぼす程の「霊威すさまじい」神であり、従って在地の農耕の成否を左右する国魂神として不可欠の存在であった筈であるからして、それを駆逐する行為は本来的にありえないという。原話では、麻多智が夜刀神を敬い祀る事で土地の開発と子孫の繁栄が得られたために、今（『風土記』編纂の時代）に至るまで祭祀を司っているといった内容であったが、それを編纂者が儒教的に説明し直したものと志田は見ている。また壬生麿の場合、麿は国造であり、その重要な職務として支配地の国魂神を祀って作物の豊穣を祈った筈なので、これも「打ち殺せ」などと叫ぶ筈はなく、同様に儒教的改変を与えたものであるという。さらに「民政のために云々」との神への叱責は、実は非儒教的に土俗的な神を崇める在地の郡司層（いわゆる旧国造層）へ向けての編纂者の叱責であり、そこには「律令貴族の思いあがりの姿」しか見えないとする。
関幸彦は、『風土記』が2つの説話「対比して収録した理由を、麿に代表される律令精神を示し、高揚するところにあったとした。この説話は、壬生連麿という官人を通して、東国・常陸国においても中央の威厳が反映していたことを語ろうとしており、主人公が中央派遣の国司級官人ではなかったのも、中央的律令の文明的開化主義が地方レベルにおいても消化されている事実を示すためには、むしろ旧国造系の郡司級官人が主役となることの方が遥かに意味があった。郡司層が共同体の首長として在来の族長的側面＝非律令的側面を保持していた存在であった以上、彼らを律令により感化させ得たことを示すためには、むしろ在地豪族の意識の変化を語る方が重要であった。

## 古代における開墾の相違点
両説話からは、古代における開墾の違いを考えることができる。
まず、麻多智とは在地の豪族で、族長的人物であった。そして、自ら先頭に立ち開墾し勇敢に自然と戦うが、自然＝神に対する畏れを始め、民衆と同様の日常的生活感を持つ共同体族長的、英雄的な「開発」を行った。
逆に麿は、茨城国造で、大化改新後に行方郡を立てた人物であり、国造でありながら冠位を与えられ、下級官人となった人物で、律令制下の郡司がイメージできる。そして特徴は、律令国家形成期の郡司級官人の指導により多数の役民を動員し、儒教的合理思想によって、土着の神も教化の対象とする、公権力利用の律令的な「開発」を行った点が挙げられる。
また、麻多智の開墾地は、谷の入り口付近の葦原であり、特別の用水施設も存在しなかった。当時の技術では水抜き施設は作らなかったため、ここでの開発とは、谷の落口の中洲などを利用し、葦原の一部を区切った湿田であったと考えられる。そして、湿田は季節により、また大雨により水没する危険があったため、当時の人々は自然に対する畏れと同居する形で開墾を進めたのであり、夜刀神を祀ったのもこれが理由であった。
対して麿の開墾は、堤を築き池を作るという治水事業を伴っている。また、この工程には多くの人手も必要であったが、それは律令的（税や顧役）要素を持った「役民」が補っている。作られた池の具体的な機能は不明だが、その池が安定的な耕地を生み出すためのものであり、池が造成されて初めて、谷の奥まで開田することができたのであった。